# Beatriz Souza
Beatriz Souza (Itariri, 20 de maio de 1998) é uma judoca, sargento do exército e campeã olímpica brasileira.
Beatriz conquistou a primeira medalha de ouro do Brasil nas Olimpíadas de 2024 em Paris e com isso se tornou a primeira mulher a conquistar uma medalha de ouro Olímpica na história do Esporte Clube Pinheiros. Na final da categoria acima de 78 kg, derrotou a israelense Raz Hershko. A vitória marcou um momento histórico para o judô brasileiro e se tornou a primeira medalha de ouro olímpica desde Rafaela Silva em 2016. São agora cinco judocas brasileiros campeões olímpicos: Aurélio Miguel na Seul 1988, Rogério Sampaio Cardoso na Barcelona 1992, Sarah Menezes na Londres 2012, Rafaela Silva na Rio 2016 e Beatriz Souza na Paris 2024.

## Biografia
Nascida em 20 de maio de 1998, na cidade paulista de Itariri, Beatriz é a filha mais nova do militar aposentado do Corpo de Bombeiros de São Paulo e ex-judoca brasileiro Poscedonio José de Souza Neto, mas foi criada na cidade de Peruíbe.
Além de atleta, é sargento do exército brasileiro.
Casou-se com o ex-jogador de basquete Daniel Souza.

### Carreira
Beatriz iniciou no judô ainda criança, apoiada pelo pai. Ela conquistou a primeira medalha aos sete anos, pela Associação Budokan de Peruíbe.
Aos 15 anos, foi para a cidade de São Paulo treinar no clube Palmeiras. Em seguida mudou para o distrito paulistano de Pinheiros.
Em 2017, venceu o Campeonato Pan-Americano Sênior de Judo no Panamá.
Conquistou a medalha de prata no Campeonato Mundial de Judo de 2022 e, a de bronze em 2023. Neste mesmo ano, foi campeã no Grand Slam de Bacu e ainda conquistou o bronze nos Jogos Pan-Americanos de Santiago. Ainda em 2023, Beatriz foi eleita a melhor judoca do ano, e recebeu o Prêmio Brasil Olímpico, uma homenagem do Comitê Olímpico do Brasil (COB).
Em 2024, conquistou o ouro no Grand Prix de Linz que ocorreu na Áustria e também no Campeonato Pan-Americano e Oceania de Judô. Neste mesmo ano, fez a sua estreia olímpica nos Jogos Olímpicos de Verão Paris 2024. Chegou à final após ganhar da francesa Romane Dicko com um ippon. Conquistou a medalha de ouro ao vencer a israelense Raz Hershko na final com um waza-ari. Ela conquistou ainda a medalha de bronze na disputa por equipes.